# Cetomimidae
Cetomimidae är en familj av fiskar som ingår i ordningen Cetomimiformes. Enligt Catalogue of Life omfattar familjen Cetomimidae 30 arter.
Arterna liknar med sina stora huvuden och med sina breda munnar bardvalar. Deras rygg- och stjärtfenor ligger långt bak på kroppen. Kroppslängden ligger vanligen mellan 5 och 15 cm. Familjens medlemmar saknar simblåsa. Istället finns flera hålrum i sidolinjeorganet.  Dessa fiskar lever främst 1000 till 4000 meter under havsytan.
Släkten enligt Catalogue of Life:
- Ataxolepis
- Cetichthys
- Cetomimoides
- Cetomimus
- Cetostoma
- Danacetichthys
- Ditropichthys
- Eutaeniophorus
- Gyrinomimus
- Megalomycter
- Mirapinna
- Notocetichthys
- Parataeniophorus
- Procetichthys
- Rhamphocetichthys
- Vitiaziella